# 레드불 가나
레드불 가나는 가나의 프로축구단이었다. 레드불 유한회사에서 2008년 창단하여 운영하였으나 2014년 해체되었다.

## 같이 보기
- RB 라이프치히
- 뉴욕 레드불스
- FC 레드불 잘츠부르크
- FC 리퍼링
- 레드불 브라간치누